# Cece, Fejér
Cece  este un sat în districtul Sárbogárd, județul Fejér, Ungaria, având o populație de 2.705 locuitori (2011). 

## Demografie
Componența etnică a satului Cece
     Maghiari (95,15%)
     Romi (3,89%)
     Necunoscut (0,42%)
     Alții (0,54%)
Componența confesională a satului Cece
     Reformați (32,42%)
     Fără religie (3,25%)
     Necunoscută (64,1%)
     Atei (0,22%)
     Alte religii (0,67%)
Conform recensământului din 2011, satul Cece avea 2.705 locuitori. Din punct de vedere etnic, majoritatea locuitorilor (95,15%) erau maghiari, cu o minoritate de romi (3,89%). Apartenența etnică nu este cunoscută în cazul a 0,42% din locuitori. Nu există o religie majoritară, locuitorii fiind reformați (32,42%) și persoane fără religie (3,25%). Pentru 64,1% din locuitori nu este cunoscută apartenența confesională.